# 忙碌的海狸
在计算机科学中，忙碌的海狸（Busy Beaver）是一个在给定参数后，寻找可能产生的最大输出的可终止程序。忙碌的海狸游戏包括设计一个可终止的，只输出0或1的图灵机，让其在一条纸带上尽可能多的输出1.
包含两个状态的忙碌的海狸游戏有下面两条规则：
1. 该图灵机包括除终止态以外的两个状态
2. 纸带初始值都是0

玩家需要设计出可能输出最多1的状态转换表格，同时也要确保图灵机是会终止的。
能赢得n个状态的忙碌的海狸游戏的图灵机，称为第n个忙碌的海狸，或者用BB-n表示(BB是英文忙碌的海狸的缩写)。BB-n，是在所有n个状态的图灵机里面，可以输出最多的1的。比如BB-2，可能通过6次状态转换输出4个1。
忙碌的海狸游戏是由匈牙利数学家拉多·蒂博爾在1962年发表的论文《On Non-Computable Functions》中提出的。

## 无限旅馆的机器人
假设有一排无限房间的旅馆，每个房间里面都装了一盏灯和一个开关。最初，所有房间的灯都是关的（状态0）。一个机器人管家从其中某一个房间开始工作。进入房间后，它的行为只能是选择开灯或关灯，然后移到相邻的左边或者右边房间去。
这个机器人可以处于若干个预先设定的状态中。在不同的状态下，它会根据房间灯的开关情况，选择不同的行为和下一步的状态。

### 一个状态的机器人
- 在“工作”态下：

1. 如果房间灯是关的，开灯，移动到左边的房间并转换到“停止”态
2. 如果房间灯是开的，关灯，移动到左边的房间并转换到“停止”态

- 在“停止”态下（这个游戏必须有一个停止态，不计算在机器人状态中）：机器人停止，游戏结束。

游戏开始后，这个“工作”态机器人进入某个房间后，开一盏灯，然后移到左边的房间并转换到“停止”态，游戏结束。我们可以验证，无论你如何设计机器人的行为(64种可能)，在只有一种状态的约束下，机器人最多只能打开一盏灯，所以{\displaystyle \Sigma (1)=1}。

### 两个状态的机器人
- 在“惊恐”态下：

1. 如果房间灯是关的，开灯并移动到左边的房间去
2. 如果房间灯是开的，恢复到“正常”态

- 在“正常”态下：

1. 如果房间灯是开的，关灯并移动到左边的房间去
2. 其余情况，转变到“惊恐”态

- 在“停止”态下（这个游戏必须有一个停止态，不计算在两种状态中）：机器人停止，游戏结束。

对于以上两种状态的机器人，如果它初始态是“惊恐”，从它进入某一个房间开放，它便会打开房间的灯然后移到左边的房间。然后继续开灯，向左移，无限循环下去。这样的状态设定是不符合忙碌的海狸必须可以终止的条件。同理，如果它的初始态是“正常”，它也会无限向左移，并不属于忙碌的海狸。
下面我们看另外一种两个状态的机器人。
- 在“1”态下：

1. 如果房间灯是关的，开灯，移动到右边的房间，并转变到“2”态
2. 如果房间灯是开的，保持，移动到左边的房间，并转变到“2”态

- 在“2”态下：

1. 如果房间灯是关的，开灯，移动到左边的房间，并转变到“1”态
2. 如果房间灯是开的，保持，移动到左边的房间，并转变到“H”态

- 在“H”态下：机器人停止，游戏结束。

这样的状态“1”机器人，从某个房间开始，可以进行6次移动，最终打开四盏灯（左边2个房间，开始的房间，和右边的一个房间），回到最左邊的房间并停止游戏。2个状态的机器人，全部有{\displaystyle (2\times 2\times 3)^{2\times 2}=20736}种行为设计，其实最多开灯的设计是4盏，所以{\displaystyle \Sigma (2)=4}。
3个状态的机器人，可以通过14次移动，最多打开6盏灯{\displaystyle \Sigma (3)=6}。
4个状态的机器人，可以通过107次移动，最多打开13盏灯，{\displaystyle \Sigma (4)=13}。
4个更多状态的机器人，目前还不能计算出忙碌的海狸的函数值，比如目前我们猜测{\displaystyle \Sigma (5)\geqslant 4098}，但还不能确认。

## 相关的函数

### 忙碌的海狸函数
忙碌的海狸函数，又称为BB函数，或者Radó Sigma函数，记做{\displaystyle \Sigma (n)}或者BB(n),是n个状态的忙碌的海狸图灵机的最大输出。这一个增长特别快的函数，是一个非常著名的不可计算函数。Radó证明了这个函数最终会超过全部的可计算函数。  
{\displaystyle \Sigma (n)}还可以定义为集合{\displaystyle T=\{n_{1},n_{2},\cdots ,n_{k}\}}中最大的数，这个集合包括了n个状态的2色图灵机全部的输出。集合{\displaystyle T}的大小不超过{\displaystyle (4n+4)^{2n}}（这是n个状态的全部图灵机数量）。
更普遍的，{\displaystyle \Sigma (n,m)}表示n个状态，m个颜色的忙碌的海狸图灵机。

### 方程值和下界
| nm       | 2-state      | 3-state              | 4-state       | 5-state  | 6-state       | 7-state            |
| -------- | ------------ | -------------------- | ------------- | -------- | ------------- | ------------------ |
| 2-symbol | 6            | 21                   | 107           | 47176870 | > 7.4×1036534 | > 102*101018705353 |
| 3-symbol | 38           | ≥ 119112334170342540 | > 1.0×1014072 | ???      | ???           | ???                |
| 4-symbol | ≥ 3932964    | > 5.2×1013036        | ???           | ???      | ???           | ???                |
| 5-symbol | > 1.9×10704  | ???                  | ???           | ???      | ???           | ???                |
| 6-symbol | > 2.4×109866 | ???                  | ???           | ???      | ???           | ???                |
| nm       | 2-state      | 3-state      | 4-state      | 5-state | 6-state       | 7-state        |
| -------- | ------------ | ------------ | ------------ | ------- | ------------- | -------------- |
| 2-symbol | 4            | 6            | 13           | 4098?   | > 3.5×1018267 | > 101018705353 |
| 3-symbol | 9            | ≥ 374676383  | > 1.3×107036 | ???     | ???           | ???            |
| 4-symbol | ≥ 2050       | > 3.7×106518 | ???          | ???     | ???           | ???            |
| 5-symbol | > 1.7×10352  | ???          | ???          | ???     | ???           | ???            |
| 6-symbol | > 1.9×104933 | ???          | ???          | ???     | ???           | ???            |

## 例子

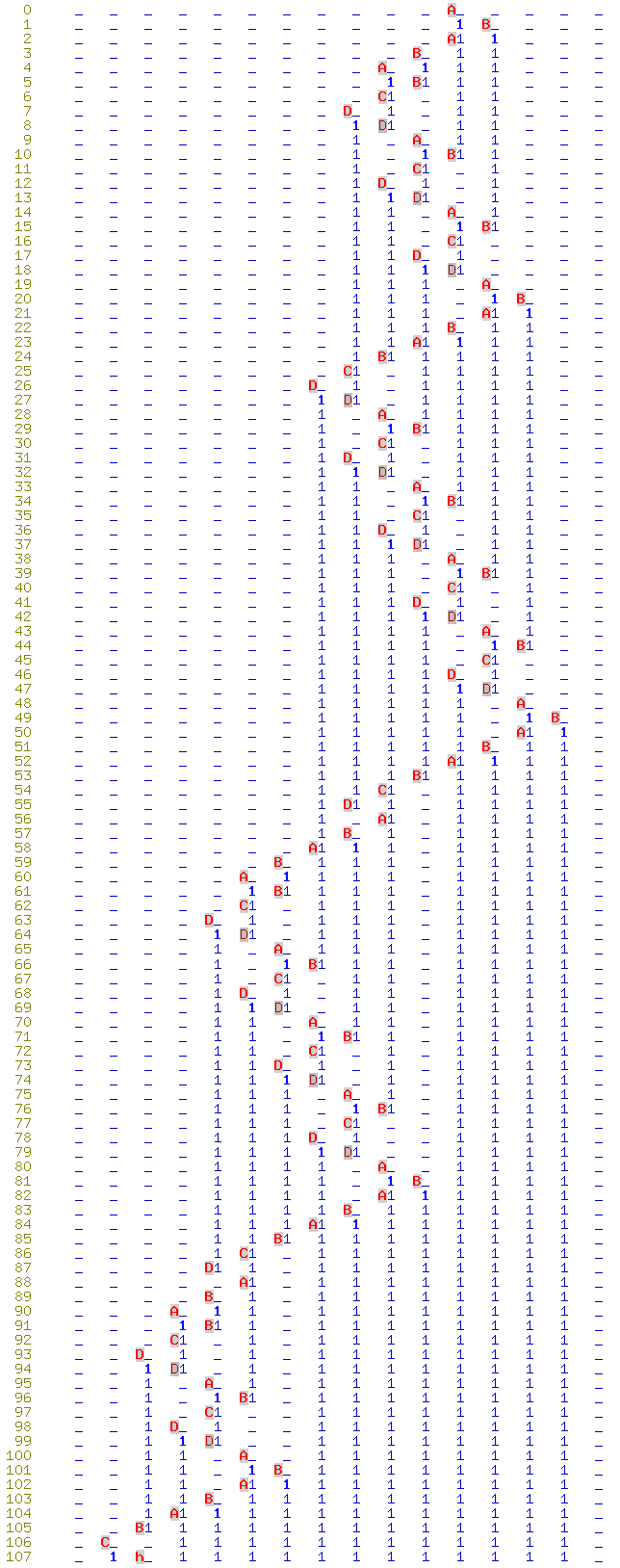
4-状态，2-标记的忙碌的海狸 蓝色: 纸带 ("0" 打印为 "_"), 红色: 状态 (当前磁头位置)。

在下面的表格中，列代表了当前的状态，行代表了当前从纸带读取的标记。表格中的每一项有三个字母，分别表示向纸带写的标记，移动的方向和下一步的新的状态。终止态用H代表。
每个图灵机都从状态A开始，纸带无限长且初始值都是0。
结果指示: (启始位置 1, 结束位置 1)
|   | A          |
| - | ---------- |
| 0 | 1RH        |
| 1 | (not used) |
结果: 0 0 1 0 0 (1 步, 一个 "1" )
|   | A   | B   |
| - | --- | --- |
| 0 | 1RB | 1LA |
| 1 | 1LB | 1RH |
结果: 0 0 1 1 1 1 0 0 (6 步, 四个 "1")
|   | A   | B   | C   |
| - | --- | --- | --- |
| 0 | 1RB | 0RC | 1LC |
| 1 | 1RH | 1RB | 1LA |
结果: 0 0 1 1 1 1 1 1 0 0 (14 步, 六个 "1").
|   | A   | B   | C   | D   |
| - | --- | --- | --- | --- |
| 0 | 1RB | 1LA | 1RH | 1RD |
| 1 | 1LB | 0LC | 1LD | 0RA |
结果: 0 0 1 0 1 1 1 1 1 1 1 1 1 1 1 1 0 0 (107 步, 十三个 "1",见图)
|   | A   | B   | C   | D   | E   |
| - | --- | --- | --- | --- | --- |
| 0 | 1RB | 1RC | 1RD | 1LA | 1RH |
| 1 | 1LC | 1RB | 0LE | 1LD | 0LA |
结果: 4098 个"1"中间隔 8191 个"0"。 47,176,870 步。
|   | A   | B   | C   | D   | E   | F   |
| - | --- | --- | --- | --- | --- | --- |
| 0 | 1RB | 1RC | 1LC | 0LE | 1LF | 0RC |
| 1 | 0LD | 0RF | 1LA | 1RH | 0RB | 0RE |
结果: 1 0 1 1 1 ...  1 1 1 ("10" 后面接着超过10↑↑15个"1")。超过10↑↑15 步。其中10↑↑15=1010..10是以10为底数的15层迭代幂次。

## 相关词条
- 拉約數
- 葛立恆數